# 阿卜杜勒哈立克·伦达
阿卜杜勒哈立克·伦达（土耳其語：Abdülhalik Renda，1881年11月29日—1957年10月1日），是土耳其共和人民党的政治家。伦达在土耳其革命成功后加入伊诺努政府陆续担任财政、国防部长，其后于1935年至1946年间被选为大国民议会议长。1938年11月10日，凯末尔总统逝世后他曾临时代理国家元首，并在次日移交予伊诺努总统继任。